# Смольный монастырь

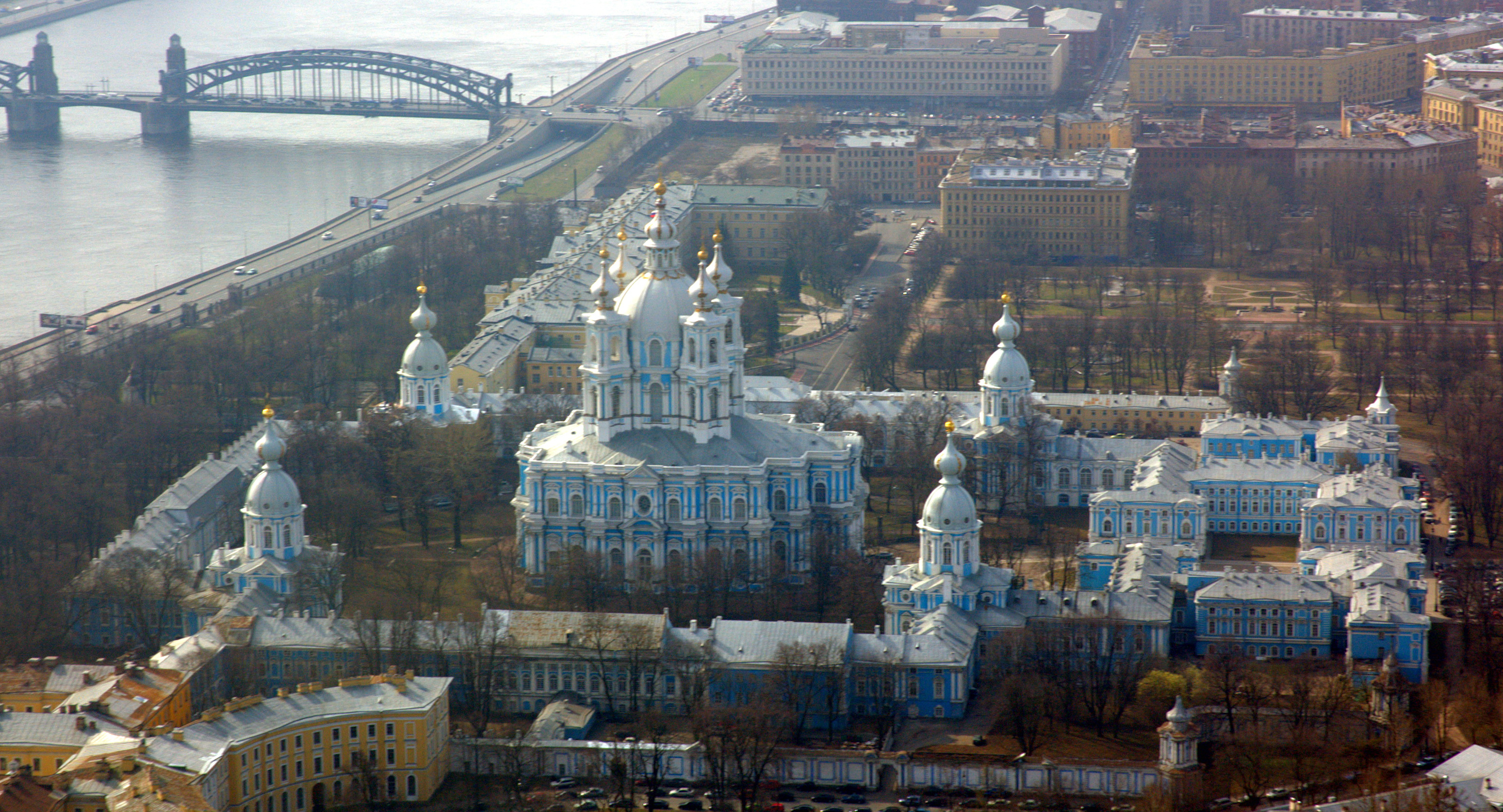
Ансамбль Смольного монастыря с борта вертолёта

Воскресенский Новодевичий Смольный монастырь — женский монастырь, функционировавший в Санкт-Петербурге в 1744—1764 годах. В эти годы монастырь отстраивался под личным надзором императрицы Елизаветы Петровны, которая желала в конце жизни удалиться сюда на покой.
В 1848 году указом Николая Первого учреждён новый женский монастырь с тем же названием — Воскресенский Новодевичий монастырь.

## История и архитектура
Елизавета Петровна велела выстроить обитель на месте небольшого дворца при Смольном дворе — так называемого Смольного дома, где она часто жила в юные годы. В монастырский комплекс должны были войти храм с домовыми церквями и чрезвычайно высокой колокольней, а также институт для девушек из дворянских семей.
Разработку проекта поручили придворному архитектору Бартоломео Растрелли. Смольный собор был заложен 30 октября 1748 года и после сооружения всех фундаментов ансамбля в мае 1751 года приступили к возведению стен. Начавшаяся война с Пруссией повлияла на финансирование строительства, внутренняя отделка под руководством Ю. М. Фельтена проходила в 1762—1764 годах. Монастырь был построен к 1769 году и представлял собой крестообразное каре, образованное корпусами келий с четырьмя башнями и с пятиглавым собором в центре. В те же годы была построена каменная ограда Смольного монастыря. Ансамбль включал следующие храмы:
- Церковь Св. Екатерины — освящена митрополитом Новгородским Димитрием 4 августа 1764 года. Размещалась на втором этаже северо-восточной башни с курантами.
- Церковь Св. Захарии и Елизаветы — освящена 5 февраля 1765 митрополитом С.-Петербургским Гавриилом. Располагалась на третьем этаже северо-западной башни.
- Церковь Александра Невского при императорском Воспитательном обществе благородных девиц — освящена митрополитом Амвросием 18 августа 1808 года в юго-восточной монастырской башне.
- Смольный собор Воскресения Христова — освящён 19 июля 1835 года митрополитом Серафимом.

Собор бывшего монастыря был достроен архитектором Василием Стасовым лишь в 1835 году. Высокая колокольня не была построена не столько из-за нехватки средств, сколько из-за проведённого анализа модели ансамбля монастыря. Богослужения в соборе продолжались до 1923 года.

### Институт благородных девиц
28 июня 1764 года императрица Екатерина II учредила при монастыре первое в России женское учебное заведение — Воспитательное общество благородных девиц для 200 воспитанниц из семей потомственных дворян; планировалось, что воспитанием молодых девиц будут заниматься монахини, которые приезжали сюда из иных монастырей. Однако монахини неизменно оказывались неспособны заниматься педагогической деятельностью, вследствие чего «Екатерина II, в конце концов, должна была признать, что монастырь не мог иметь будущность».
В 1765 году к северу от монастыря было открыто Мещанское отделение для девушек недворянского происхождения — здесь воспитывались будущие швеи, гувернантки и домохозяйки. С 1842 года учреждение называлось Александровским училищем, а с 1891 года получило статус Александровского института.
В 1808 году к югу от монастыря было построено специальное здание для Смольного института благородных девиц, где он функционировал вплоть до закрытия летом 1917 года.

##### Вдовий дом
По указу императрицы Марии Феодоровны осенью 1809 года в монастырь переехал Вдовий дом, который получил в свое распоряжение Екатерининскую и Захарие-Елизаветинскую церкви.
Лютеранская часовня Св. Марии при Вдовьем доме была освящена 14 октября 1865 года, в день рождения императрицы Марии Феодоровны, на втором этаже северо-западной башни.
Через два года это помещение оборудовали под православый храм Александра Невского при Александровском институте, а часовня переехала в юго-западную башню.
Церковь Александра Невского при Александровском институте было освящена 23 ноября 1867 года, этажом выше находилась Захарие-Елизаветинская церковь.
В 1894 году выполнен ремонт Екатерининской церкви.
Вдовий дом на территории бывшего Смольного монастыря функционировал до революции и был упразднён в 1917 году.

## Современность
После революции решением Петросовета 1923 года, храм был закрыт и долгие годы в здании размещался склад. В 1969 году собор был передан музею истории Ленинграда.
В 1990 году в соборе был открыт концертно-выставочный зал.
В XXI веке в зданиях бывшего монастыря располагаются различные учреждения, включая Факультет социологии СПбГУ, Факультет международных отношений СПбГУ, также с 2009 г. Факультет политологии СПбГУ. Также расположен комитет по вопросам законности, правопорядка и безопасности г. Санкт-Петербурга.
В 2015—2016 годах проводилась реставрация фасадов верхнего объёма, главок, купола и крестов Смольного собора Воскресения Словущего.
В январе 2016 года Смольный собор на территории бывшего монастыря был окончательно передан РПЦ.
В 2017 году КГИОП приступил к разработке проекта реставрации церкви Захария и Елизаветы, и корпусов с угловыми церквями, входящих в состав объекта культурного наследия федерального значения «Смольный монастырь»
В 2021 году началась реставрация церкви святой Великомученицы Екатерины по программе КГИОП, где в советское время располагался архив Ленинградского обкома КПСС.
Также завершаются работы в северо-западной башне церкви Св. Захарии и Елизаветы, где по программе КГИОП велись реставрационные работы с 2018 года, и церкви святого Александра Невского при Александровском институте.